# NGC 6234
NGC 6234 (również PGC 59144) – galaktyka eliptyczna (E), znajdująca się w gwiazdozbiorze Wężownika. Odkrył ją Albert Marth 17 czerwca 1863 roku.